# Fred Alexander
Frederick " Fred " Beasley Alexander, né le 14 août 1880 à Seabright dans le New Jersey et décédé le 3 mars 1969 à Beverly Hills, est un joueur de tennis américain.
Il a remporté sept titres du Grand Chelem : un en simple, à l'Open d'Australie en 1908, et six en double.
Fred Alexander est membre du International Tennis Hall of Fame depuis 1961.

## Palmarès (partiel)

### Titres en simple messieurs
|   | Date       | Nom et lieu du tournoi              | Catégorie    | Surface      | Finaliste             | Score                   | Tableau |
| - | ---------- | ----------------------------------- | ------------ | ------------ | --------------------- | ----------------------- | ------- |
| 1 | 07/12/1908 | Australasian Championships, Sydney  | Grand Chelem | Gazon        | Alfred Dunlop         | 3–6, 3–6, 6–0, 6–2, 6–3 | Tableau |
| 2 | 1909       | Tournoi de Monte-Carlo, Monte-Carlo |              | Terre battue | Hugh Lawrence Doherty | 7-5, 6-4, 6-1           | Tableau |

### Finales en simple messieurs
Aucune

### Titres en double messieurs
|   | Date       | Nom et lieu du tournoi            | Catégorie    | Surface | Partenaire     | Finalistes                      | Score          | Tableau |
| - | ---------- | --------------------------------- | ------------ | ------- | -------------- | ------------------------------- | -------------- | ------- |
| 1 | 20/08/1907 | US National Champ’s Newport       | Grand Chelem | Gazon   | Harold Hackett | Nat Thornton Wylie Grant        | 6-2, 6-1, 6-1  | Tableau |
| 2 | 18/08/1908 | US National Champ’s Newport       | Grand Chelem | Gazon   | Harold Hackett | Raymond Little Beals Wright     | 6-1, 7-5, 6-2  | Tableau |
| 3 | 07/12/1908 | Australasian Championships Sydney | Grand Chelem | Gazon   | G.G. Sharp     | Alfred Dunlop Anthony Wilding   | 6-3, 6-2, 6-1  | Tableau |
| 4 | 17/08/1909 | US National Champ’s Newport       | Grand Chelem | Gazon   | Harold Hackett | Maurice McLoughlin George Janes | 6-4, 6-4, 6-0  | Tableau |
| 5 | 15/08/1910 | US National Champ’s Newport       | Grand Chelem | Gazon   | Harold Hackett | Tom Bundy Trowridge Hendricks   | 6-1, 8-6, 6-3  | Tableau |
| 6 | 20/08/1917 | US National Champ’s Forest Hills  | Grand Chelem | Gazon   | Harold Hackett | Harry Johnson Irving Wright     | 11-9, 6-4, 6-4 | Tableau |

### Finales en double messieurs
|   | Date       | Nom et lieu du tournoi           | Catégorie    | Surface | Vainqueurs                   | Partenaire     | Score                   | Tableau |
| - | ---------- | -------------------------------- | ------------ | ------- | ---------------------------- | -------------- | ----------------------- | ------- |
| 1 | 13/08/1900 | US National Champ’s Newport      | Grand Chelem | Gazon   | Holcombe Ward Dwight Davis   | Raymond Little | 6-4, 9-7, 12-10         | Tableau |
| 2 | 22/08/1905 | US National Champ’s Newport      | Grand Chelem | Gazon   | Holcombe Ward Beals Wright   | Harold Hackett | 6-4, 6-4, 6-1           | Tableau |
| 3 | 21/08/1906 | US National Champ’s Newport      | Grand Chelem | Gazon   | Holcombe Ward Beals Wright   | Harold Hackett | 6-3, 3-6, 6-3, 6-3      | Tableau |
| 4 | 21/08/1911 | US National Champ’s Newport      | Grand Chelem | Gazon   | Raymond Little Gus Touchard  | Harold Hackett | 7-5, 13-15, 6-2, 6-4    | Tableau |
| 5 | 26/08/1918 | US National Champ’s Forest Hills | Grand Chelem | Gazon   | Bill Tilden Vincent Richards | Beals Wright   | 6-3, 6-4, 3-6, 2-6, 6-2 | Tableau |

### Titres en double mixte
Aucun

### Finales en double mixte
|   | Date       | Nom et lieu du tournoi           | Catégorie    | Surface | Vainqueurs                             | Partenaire      | Score    | Tableau |
| - | ---------- | -------------------------------- | ------------ | ------- | -------------------------------------- | --------------- | -------- | ------- |
| 1 | 26/08/1918 | US National Champ’s Forest Hills | Grand Chelem | Gazon   | Hazel Hotchkiss Wightman Irving Wright | Molla Bjurstedt | 6-2, 6-3 | Tableau |